# Ejvind Hansen
Ejvind Hansen (n. 28 iulie 1924, Langeland, regiunea Syddanmark, Danemarca – d. 19 decembrie 1996, Odense, Danemarca) a fost un canoist ce a reprezentat Danemarca, medaliat olimpic. A participat la 2 ediții ale Jocurilor Olimpice (1948, 1952) în care a câștigat o medalie de argint.